# República Popular de Donetsk (Rusia)
La República Popular de Donetsk (en ruso: Доне́цкая Наро́дная Респу́блика, Donétskaya Naródnaya Respúblika) es la república que controla la mayor parte del óblast de Donetsk, actualmente bajo ocupación parcial de Rusia y en disputa con Ucrania. Su capital es la ciudad de Donetsk. Se ubica al este de la región del Dombás.
Antes de su anexión a Rusia, considerada ilegal por un gran parte de la comunidad internacional, Donetsk estaba administrado por la República Popular de Donetsk, antiguo Estado independiente con reconocimiento limitado que existió entre 2014 y 2022. De acuerdo al derecho internacional, el conjunto del territorio se corresponde con el óblast de Donetsk, región de Ucrania, tal y como reconocen la mayoría de los Estados miembros de la ONU.

## Historia
El 7 de abril de 2014, durante manifestaciones contrarias a las autoridades establecidas mediante la revolución ucraniana conocida como Euromaidán, un grupo de manifestantes prorrusos ocupó la administración regional de Donetsk y autoproclamó la República Popular de Donetsk.
Las hostilidades de la guerra del Dombás comenzaron el 12 de abril de 2014, con la toma de las ciudades ucranianas de Slóviansk, Kramatorsk y Druzhkivka por parte de las milicias separatistas prorrusas lideradas por oficiales de los servicios especiales rusos, donde saboteadores provenientes de Rusia armaron a los colaboradores locales con armas incautadas del Ministerio del Interior de Ucrania y los reclutaron en sus filas.
La autoproclamada República Popular de Donetsk convocó un referéndum para el 10 de mayo de 2014 en el que votó el 75 % del electorado y los resultados fueron en un 89,7 % favorables a la independencia según los datos de las autoridades autoproclamadas. El proceso se celebró sin la presencia de observadores internacionales.
El DPR adoptó un memorando el 5 de febrero de 2015, declarándose sucesor de la República Soviética de Donetsk-Krivoy Rog y el revolucionario bolchevique Fyodor Sergeyev, más conocido por su alias "Artyom", como el padre fundador del país.
El 2 de octubre de 2016, el DPR y el LPR celebraron primarias en las que los votantes votaron para nominar candidatos para participar en las elecciones del 6 de noviembre de 2016. El DPR finalmente celebró elecciones el 11 de noviembre de 2018.
El 21 de febrero de 2022, el presidente de la Federación Rusa, Vladímir Putin, firmó decretos sobre el reconocimiento de las repúblicas populares de Donetsk (RPD) y de Lugansk (RPL), así como firmó acuerdos de amistad, cooperación y asistencia con estos Estados de reconocimiento limitado. Los decretos, en particular, establecen que las Fuerzas Armadas de Rusia tendrán que "garantizar el mantenimiento de la paz" en el territorio de la RPD y RPL hasta la celebración de acuerdos de amistad, cooperación y asistencia mutua.
Del 23 al 27 de septiembre de 2022, se llevó a cabo un referéndum sobre la adhesión a la Federación Rusa. La República Popular de Donetsk votó para unirse a Rusia, con el 99% de los votos a favor. La Asamblea General de las Naciones Unidas aprobó una resolución llamando a los países a no reconocer la adhesión a Rusia.
El 30 de septiembre de 2022, la zona se une a la Federación Rusa, a través de una ceremonia oficial. Nacía la República Popular de Donetsk, sujeto federal de Rusia.

## Geografía
La república Popular de Donetsk está ubicada en la parte sur del Dombás. Limita al norte con la república Popular de Lugansk, al sur con el óblast de Zaporoye, al este con el óblast de Rostov, y al oeste con Ucrania.

## Divisiones administrativas
La república de Donetsk está subdividida en 18 distritos, 52 ciudades y 5 asentamientos urbanos. 
Asentamientos urbanos

Aleksándrovka · Mangush · Telmanovo · Velika Novosilka · Volodarskoye

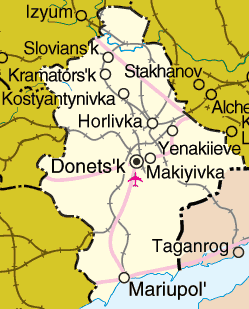
Mapa de Donetsk